# Костел Христа Царя (Івано-Франківськ)
Костел Христа Царя — чинний католицький костел у місті Івано-Франківську (давніше — Станіславові). Єдиний чинний костел у місті станом на 2025 рік.

## Історія
Будівництво розпочалося у 1925 році. За основу був взятий проєкт випускника Львівської Політехніки станіславівського архітектора Станіслава Трелі. Внаслідок браку коштів спорудження святині затягнулось до 1939 року, освятити її планували 30 жовтня (на свято Христа Царя). Проте ще навіть перед II світовою війною храм можна було вважати збудованим лише в основному, адже не було жодного оздоблення, дзвіниці тощо, хоча зібрали досить значне костельне оснащення. Парафію при ньому так і не заснували.
З приходом радянських військ 17 листопада 1939 року комуністична влада закрила костел. Одна була тимчасово чинна під час окупації німцями в 1941-1944 роках. 1946 року костел замикають і він стоїть покинутий аж до 1954 року. В 1954 році його починають використовувати як склад книг, а з 1957 році — також і одягу. В 1964 році влада вирішує перебудувати костел на спортивний комплекс для Івано-Франківської філії Львівської політехніки, але на щастя даного акту вандалізму владі не вдалося здійснити й аж до 1989 року виконував функцію складу. Протягом близько 50 років костел не ремонтувався, а саме приміщення використовувалося неефективно, через що він виявився у жахливому стані.
Після передачі храму громаді РКЦ його спочатку освятив 24 червня 1989 р. майбутній єпископ о. Ян Ольшанський, а потім його відремонтували завдяки зусиллям о. Казимира Галімурки, разом з цим — і каплицю Пам'яті, присвячену жертвам гітлерівців — страченій у 1941 р. польській інтелігенції. Також тут є привезена з Польщі копія образу Матері Божої Ченстоховської (Белзької). 10 грудня 2000 р. архієпископ Мар'ян Яворський освятив відремонтований костельний орган 1939 року, який 7 років тому привезли з Нідерландів.